# Gestión pesquera

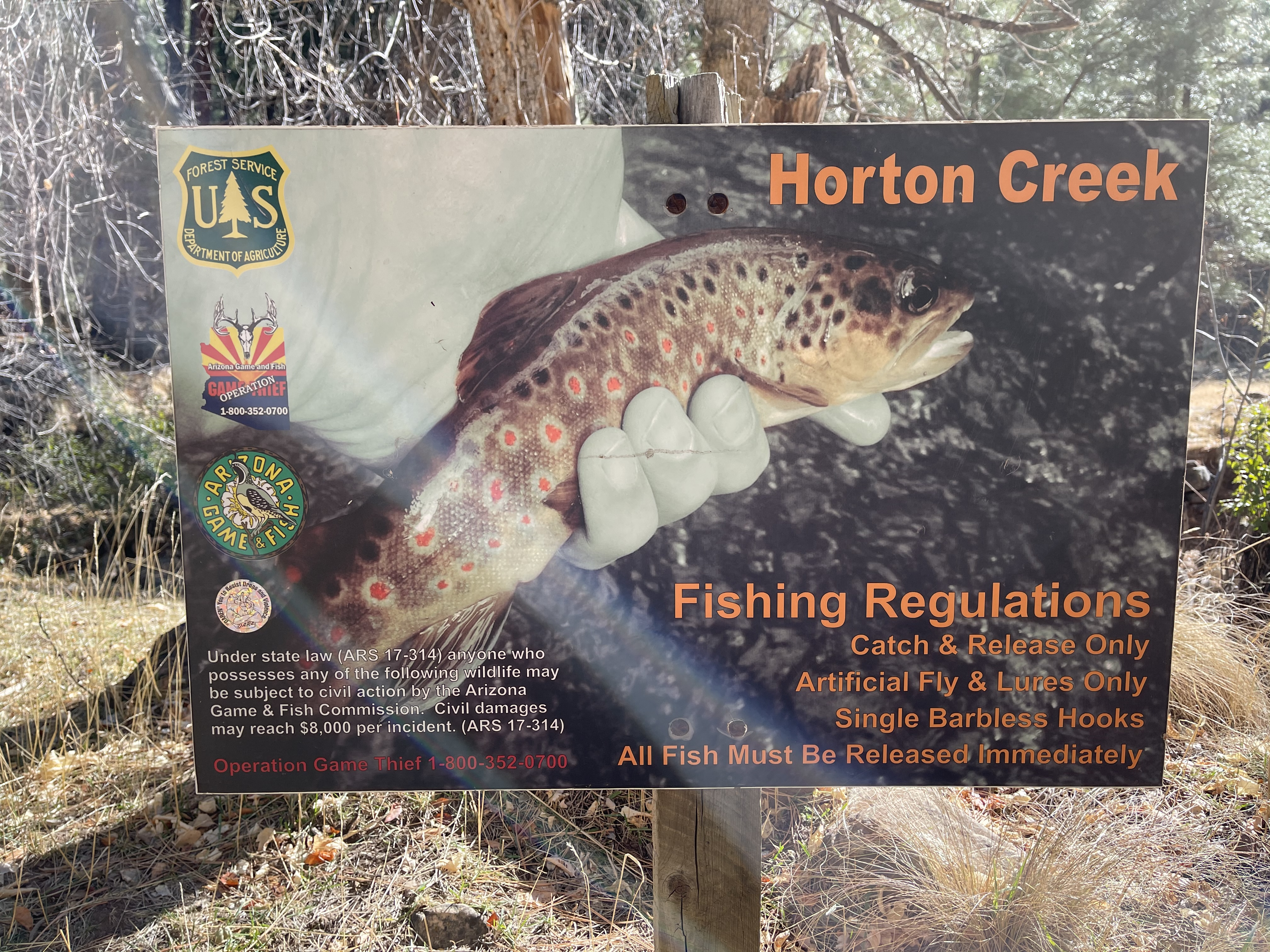
Regulaciones de pesca en el arroyo Horton Creek, Arizona

El objetivo de la gestión de la pesca es producir beneficios biológicos, sociales y económicos sostenibles a partir de los recursos acuáticos renovables. Las pesquerías se clasifican como renovables porque los organismos de interés (por ejemplo, peces, mariscos, reptiles, anfibios y mamíferos marinos) suelen producir un excedente biológico anual que, con una gestión adecuada, pueden ser cosechados sin reducir la productividad futura. La gestión de las pesquerías emplea actividades que protegen los recursos pesqueros para que sea posible una explotación sostenible, basándose en la ciencia pesquera y posiblemente incluyendo el principio de precaución. La gestión moderna de la pesca suele ser un sistema gubernamental de normas de gestión adecuadas basadas en objetivos definidos y una combinación de medios de gestión para aplicar las normas, que se ponen en práctica mediante un sistema de control y vigilancia. Un enfoque popular es el enfoque ecosistémico de la gestión pesquera. Según la Organización de las Naciones Unidas para la Agricultura y la Alimentación (FAO), "no existen definiciones claras y generalmente aceptadas de la gestión pesquera"[4], pero la definición de trabajo utilizada por la FAO y muy citada en otros lugares es:
"El proceso integrado de recopilación de información, análisis, planificación, consulta, toma de decisiones, asignación de recursos y formulación y aplicación, con el cumplimiento necesario, de los reglamentos o normas que rigen las actividades pesqueras con el fin de garantizar la productividad continua de los recursos y el cumplimiento de otros objetivos de la pesca".

## Historia
En algunos lugares, la pesca se gestiona explícitamente desde hace cientos de años. Más del 80% de la explotación comercial mundial de peces y mariscos se extrae de las poblaciones naturales de los océanos y de las zonas de agua dulce. Por ejemplo, el pueblo maorí, residente en Nueva Zelanda desde hace unos 700 años, tenía prohibido coger más de lo que se podía comer y devolver el primer pez capturado como ofrenda al dios del mar Tangaroa. A partir del siglo XVIII se intentó regular la pesca en el caladero del norte de Noruega. Esto dio lugar a la promulgación de una ley en 1816 sobre la pesca en las Lofoten, que estableció en cierta medida lo que ha llegado a conocerse como derechos de uso territorial.
"Los bancos de pesca se dividían en zonas pertenecientes a la base pesquera más cercana en tierra y se subdividían en campos donde los barcos podían pescar. La asignación de los campos de pesca estaba en manos de los comités de gobierno locales, normalmente encabezados por el propietario de las instalaciones en tierra que los pescadores tenían que alquilar para alojarse y secar el pescado".
En Europa, la gestión gubernamental de la pesca basada en la protección de los recursos es una idea relativamente nueva, que se desarrolló por primera vez para las pesquerías del norte de Europa tras la primera conferencia sobre sobrepesca celebrada en Londres en 1936. En 1957, los investigadores pesqueros británicos Ray Beverton y Sidney Holt publicaron un trabajo fundamental sobre la dinámica de las pesquerías comerciales del Mar del Norte. El cual se convirtió en la década de los 60 en la plataforma teórica de los planes de gestión del Norte de Europa. En Norteamérica, tanto la pesca comercial como la recreativa se gestionan activamente desde hace más de 150 años. Todos los estados de Estados Unidos y las provincias canadienses cuentan con agencias de pesca y sus empleados aplican las leyes estatales, provinciales y federales mediante un amplio conjunto de herramientas y procedimientos tanto para la pesca de agua dulce como para la marina.
Tras algunos años alejado del campo de la gestión pesquera, Beverton criticó su trabajo anterior en una ponencia presentada en el primer Congreso Mundial de Pesca celebrado en Atenas en 1992. En "The Dynamics of Exploited Fish Populations" expresaba sus preocupaciones, entre ellas el modo en que su trabajo y el de Sidney Holt habían sido malinterpretados y utilizados por los biólogos y gestores pesqueros durante los 30 años anteriores. No obstante, se habían sentado las bases institucionales de la gestión pesquera moderna. 
En 1996 se fundó el Marine Stewardship Council para establecer normas de pesca sostenible. En 2010, se creó el Aquaculture Stewardship Council para hacer lo mismo con la acuicultura. 
Un informe de la Unidad de Sostenibilidad Internacional del Príncipe Carlos, y publicado en el Fondo de Defensa del Medio Ambiente con sede en Nueva York en julio de 2014, estimó que la pesca mundial añadía 270.000 millones de dólares al año al PIB mundial, y que con la plena aplicación de la pesca sostenible, esa cifra podría aumentar hasta 50.000 millones de dólares adicionales.

## Objetivos Políticos
Según la FAO, la gestión pesquera debe basarse explícitamente en objetivos políticos, idealmente con prioridades transparentes. Los objetivos políticos también pueden ser una parte débil de la gestión pesquera, ya que los objetivos pueden entrar en conflicto entre sí. Los objetivos políticos típicos cuando se explota un recurso pesquero de importancia comercial son:
- Maximizar el rendimiento sostenible de la biomasa
- Maximizar el rendimiento económico sostenible
- Asegurar y aumentar el empleo
- Asegurar la producción de proteínas y el suministro de alimentos
- Aumentar los ingresos por exportación

En las últimas décadas, los objetivos políticos de la gestión pesquera de las especies de importancia comercial han evolucionado rápidamente, impulsados principalmente por (1) el reconocimiento de la respuesta de los peces y otros animales objetivo al cambio climático, (2) las nuevas tecnologías de pesca, especialmente en alta mar, (3) el desarrollo de prioridades políticas contrapuestas con los entornos acuáticos que conducen a un enfoque de la gestión pesquera más basado en los ecosistemas, y (4) los nuevos conocimientos científicos sobre los procesos que afectan al tamaño de las poblaciones de peces.
Los objetivos políticos que operan en la gestión de la pesca recreativa suelen ser sustancialmente diferentes de los que prevalecen en la gestión de la pesca comercial. Por ejemplo, en algunos tipos de pesca recreativa son comunes las regulaciones de captura y liberación. Por ello, el rendimiento biológico es menos importante.

## Objetivos Internacionales
Los objetivos de la pesca deben expresarse en normas de gestión concretas. En la mayoría de los países, las normas de gestión pesquera deben basarse en el Código de Conducta para la Pesca Responsable, acordado internacionalmente, aunque no vinculante, en una reunión de la Organización de las Naciones Unidas para la Agricultura y la Alimentación (FAO) en 1995. El principio de precaución que prescribe se suele aplicar en normas de gestión concretas como la biomasa mínima de desove, los índices máximos de mortalidad por pesca, etc. En 2005, el Centro de Pesca de la Universidad de la Columbia Británica revisó exhaustivamente la actuación de los principales países pesqueros del mundo con respecto al Código de Conducta para la Pesca responsable.
Para regular la pesca en aguas internacionales son necesarios acuerdos internacionales. El deseo de llegar a un acuerdo sobre ésta y otras cuestiones marítimas condujo a tres conferencias sobre el Derecho del Mar y, finalmente, al tratado conocido como Convención de las Naciones Unidas sobre el Derecho del Mar (CDM, o también CONVEMAR o CNUDM). Conceptos como las zonas económicas exclusivas (EEZ -en inglés-, que se extienden 200 millas náuticas (370 km) desde las costas de una nación) asignan a cada país ciertos derechos soberanos y responsabilidades en la gestión de los recursos. 
Las poblaciones de peces transzonales, que migran a través de más de una EEZ, también plantean problemas. En este caso, la responsabilidad soberana debe acordarse con los Estados costeros y las entidades pesqueras vecinas. Por lo general, esto se hace a través de una organización regional creada con el fin de coordinar la gestión de esa población. 
La CNUDM no prescribe con precisión cómo deben gestionarse las pesquerías confinadas únicamente en aguas internacionales. Varias pesquerías nuevas (como la de arrastre de fondo en alta mar) no están todavía sujetas a un acuerdo internacional en toda su área de distribución. En noviembre de 2004, la Asamblea General de la ONU emitió una resolución sobre la pesca en la que se preparaba un mayor desarrollo del derecho internacional de gestión de la pesca. 

## Mecanismos de gestión
Muchos países han creado ministerios/departamentos gubernamentales, denominados "Ministerio de Pesca" o similares, que controlan los aspectos de la pesca en sus zonas económicas exclusivas. Se han ideado cuatro categorías de medios de gestión, que regulan la entrada/inversión o la salida, y que operan directa o indirectamente: 
|            | Entradas           | Salidas                                |
| ---------- | ------------------ | -------------------------------------- |
| Indirectas | Licencia de buques | Técnicas de captura                    |
| Directas   | Entrada limitada   | Cuota de capturas y reglamento técnico |

Los medios técnicos pueden incluir:
- Prohibir dispositivos como arcos y flechas, lanzas, o armas de fuego.
- Prohibir las redes.
- Establecer tamaños de malla mínimos.
- Limitar el promedio de capturas potenciales de un buque de la flota (tamaño del buque y de la tripulación, artes de pesca, artes electrónicos y otros "insumos" físicos).
- Prohibir los cebos.
- Enganches.
- Límites a las trampas para peces.
- Limitar el número de cañas o líneas por pescador.
- Restringir el número de buques de pesca simultáneos.
- Limitar la intensidad operativa media de un buque por unidad de tiempo en el mar.
- Limitación del tiempo medio en el mar.

## Cuotas de pesca
Los sistemas que utilizan cuotas individuales transferibles (ITQ -en inglés-), también denominadas cuotas individuales de pesca, limitan el total de capturas y asignan partes de esa cuota entre los pescadores que trabajan en esa pesquería. Los pescadores pueden comprar/vender/intercambiar las cuotas a su antojo.
Un estudio a gran escala realizado en 2008 aportó pruebas fehacientes de que las ITQ pueden ayudar a evitar el colapso de las pesquerías e incluso a restaurar pesquerías que parecen estar en declive. Otros estudios han demostrado las consecuencias socioeconómicas negativas de las ITQ, especialmente en las pesquerías de pequeña escala. Estas consecuencias incluyen la concentración de la cuota en manos de unos pocos pescadores; el aumento del número de pescadores inactivos que arriendan sus cuotas a otros (un fenómeno conocido como pescadores de sillón); y los efectos perjudiciales para las comunidades costeras.

## Principio de precaución
Una guía para gestores de pesquerías publicada en 2002 por la FAO aconseja aplicar una serie de principios de trabajo para "poner de relieve las cuestiones clave subyacentes" de la gestión pesquera. Hay 8 principios que deben considerarse en su conjunto para gestionar mejor una pesquería. El primer principio se centra en la naturaleza finita de las poblaciones de peces y en cómo deben estimarse los rendimientos potenciales en función de las limitaciones biológicas de la población.
En un artículo publicado en 2007, Shertzer y Prager sugirieron que puede haber beneficios significativos para la biomasa de las poblaciones y el rendimiento de las pesquerías si la gestión es más estricta y rápida. Esto está respaldado por un trabajo reciente sobre la gestión de las pesquerías del Mar del Norte de acuerdo con los rangos de pesca aceptables, donde la pesca en la parte superior de los rangos "aceptables" es muchas veces más arriesgada que la pesca cerca de la parte inferior, pero proporciona sólo un 20% más de rendimiento.